# Oldenlandia brachypetala
Oldenlandia brachypetala là một loài thực vật có hoa trong họ Thiến thảo. Loài này được (Phil.) E.L.Cabral & Bacigalupo mô tả khoa học đầu tiên năm 2007.